# لیدی جی
لیدی جی (به انگلیسی: Lady J) و خانم دو ژونکیر (به فرانسوی: Mademoiselle de Joncquières) فیلمی محصول سال ۲۰۱۸ و به کارگردانی
امانوئل موره است. در این فیلم بازیگرانی همچون سسیل دو فرانس، ادوارد بائر، آلیس ایساز و لوری کالامی ایفای نقش کرده‌اند.